# Oenoptera
Oenoptera is een geslacht van vlinders van de familie Uilen (Noctuidae), uit de onderfamilie Acontiinae.

## Soorten
- O. acidalica Hampson, 1910
- O. albimacula Hampson, 1918
- O. leda Schaus, 1914
- O. purpurea Hampson, 1910
- O. rhea Schaus, 1914